# Viktor Mihelčič
Viktor Mihelčič, slovenski skladatelj, * 3. februar 1913, Metlika, † 7. februar 2010, Kamnik.
Bil je častni občan Kamnika.